# نسا تشايلدرز
نسا تشايلدرز (بالإنجليزية: Nessa Childers) (و. 1956 – م) هي سياسية، ومعالجة نفسية من جمهورية أيرلندا ولدت في دبلن.
وهي عضوة في 'قيمة مجهولة' .

## التعليم
تعلمت في كلية الثالوث (دبلن)، وجامعة كلية دبلن.